# Josep Ubach i Parramon
Josep Ubach i Parramon (Santa Coloma de Queralt, 5 d’abril de 1897 -?) va ser un comerciant i dirigent republicà maçó.
Durant els anys trenta ocupa diferents responsabilitats en organitzacions maçòniques de Barcelona. Militant d'Esquerra Republicana de Catalunya, en esclatar la Guerra Civil Espanyola forma part del Servei d’Informació Militar. A causa de la victòria de l’exèrcit franquista, s'exilia a França i posteriorment a la República Dominicana, on troba feina a la Junta d’Auxilis dels Republicans Espanyols.
El 1942 es desplaça a viure a L’Havana. Després d’un nou canvi de residència, aquesta vegada a Buenos Aires (1943-1953), torna a Cuba, possiblement per viure-hi fins a la seva mort. Ubach continua compromès amb les llotges maçòniques, al país caribeny obté el grau de Mestre Maçó de la Llotja Abraham Lincolhn. L’abril de 1948, rep l’Ordre d’Alliberament d’Espanya, concedit per Govern Republicà Espanyol a l’Exili. Un any més tard (1959), és elegit president de l’organització antifranquista España Errante.
Es desconeix la data i lloc de la defunció d’Ubach. El règim franquista va mantenir-lo oberts sumaris, per delictes de rebel·lió i maçoneria, fins a 1963.